# 누구누구
《누구누구》는 2003년 11월 1일부터 2004년 5월 1일까지 방송되었던 예능 프로그램이다.

## 기획 의도
스타를 기억하는 사람들의 스타들과 추억 속 인물과의 아주 유쾌한 만남이 펼쳐지는 예능 프로그램이다.

## 같이 보기
- 심리학

| MBC 토요일 저녁 6시대 프로그램 | MBC 토요일 저녁 6시대 프로그램 | MBC 토요일 저녁 6시대 프로그램   |
| 이전 작품                      | 작품명                         | 다음 작품                        |
| ------------------------------ | ------------------------------ | -------------------------------- |
| 강호동의 천생연분              | 심리버라이어티 누구누구        | 심심풀이 - 러브서바이벌 두근두근 |